# Finiș (gmina)
Finiș – gmina w Rumunii, w okręgu Bihor. Obejmuje miejscowości Brusturi, Finiș, Fiziș, Ioaniș i Șuncuiș. W 2011 roku liczyła 3680 mieszkańców.